# 福島口駅
福島口駅（ふくしまぐちえき）は、佐賀県伊万里市山代町立岩にある、松浦鉄道西九州線の駅である。
佐賀県内の駅で最西端に位置する。

## 歴史
- 1990年（平成2年）3月10日：松浦鉄道西九州線の駅として新設[1][2]。

## 駅構造
単式ホーム1面1線を有する地上駅。ホームはやや高い所にある。
無人駅。駅舎は無いが、待合室が設置されている。
2024年（令和6年）1月、クラウドファンディングにより伊万里市内7駅の駅名標が更新され、当駅でも駅名標が新調された。

## 利用状況
近年の1日平均乗車人員の推移は以下の通り。
| 乗車人員推移 | 乗車人員推移 |
| 年度         | 1日平均人数  |
| ------------ | ------------ |
| 1998         | 103          |
| 1999         | 118          |
| 2000         | 97           |
| 2001         | 121          |
| 2002         | 93           |
| 2003         | 84           |
| 2004         | 98           |
| 2005         | 89           |
| 2006         | 85           |
| 2007         | 87           |
| 2008         | 66           |
| 2009         | 52           |
| 2010         | 47           |
| 2011         | 47           |
| 2012         | 46           |
| 2013         | 45           |
| 2014         | 43           |
| 2015         | 44           |
| 2016         | 25           |
| 2017         | 25           |

## 駅周辺
駅は海の傍にある。駅から数100 m西に進むと長崎県松浦市に入る。
- 浦崎郵便局
- 浦ノ崎港：松浦市福島行旅客船（金子廻漕店）の出発地
- 国道204号

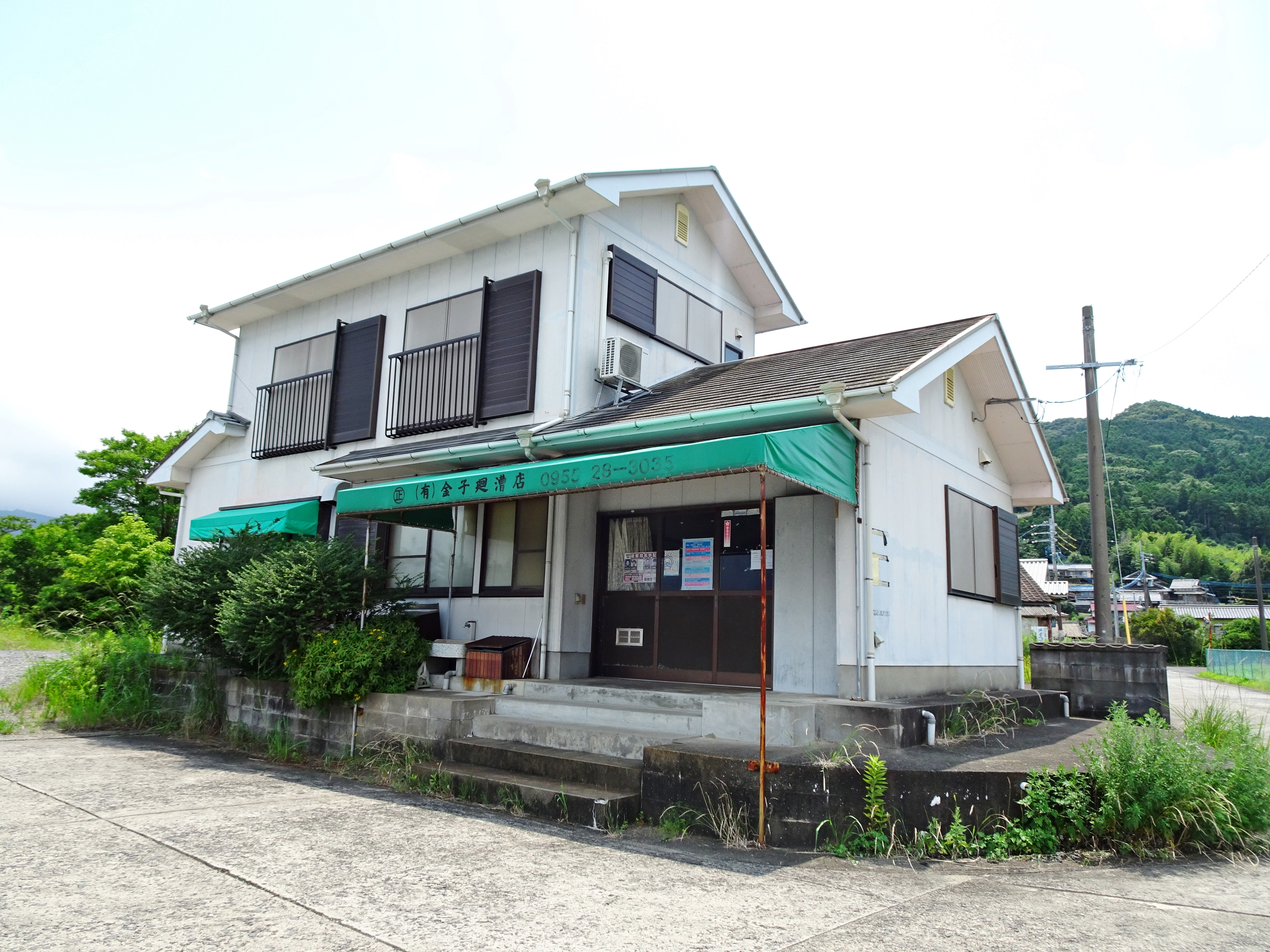
金子廻漕店（浦ノ崎港）
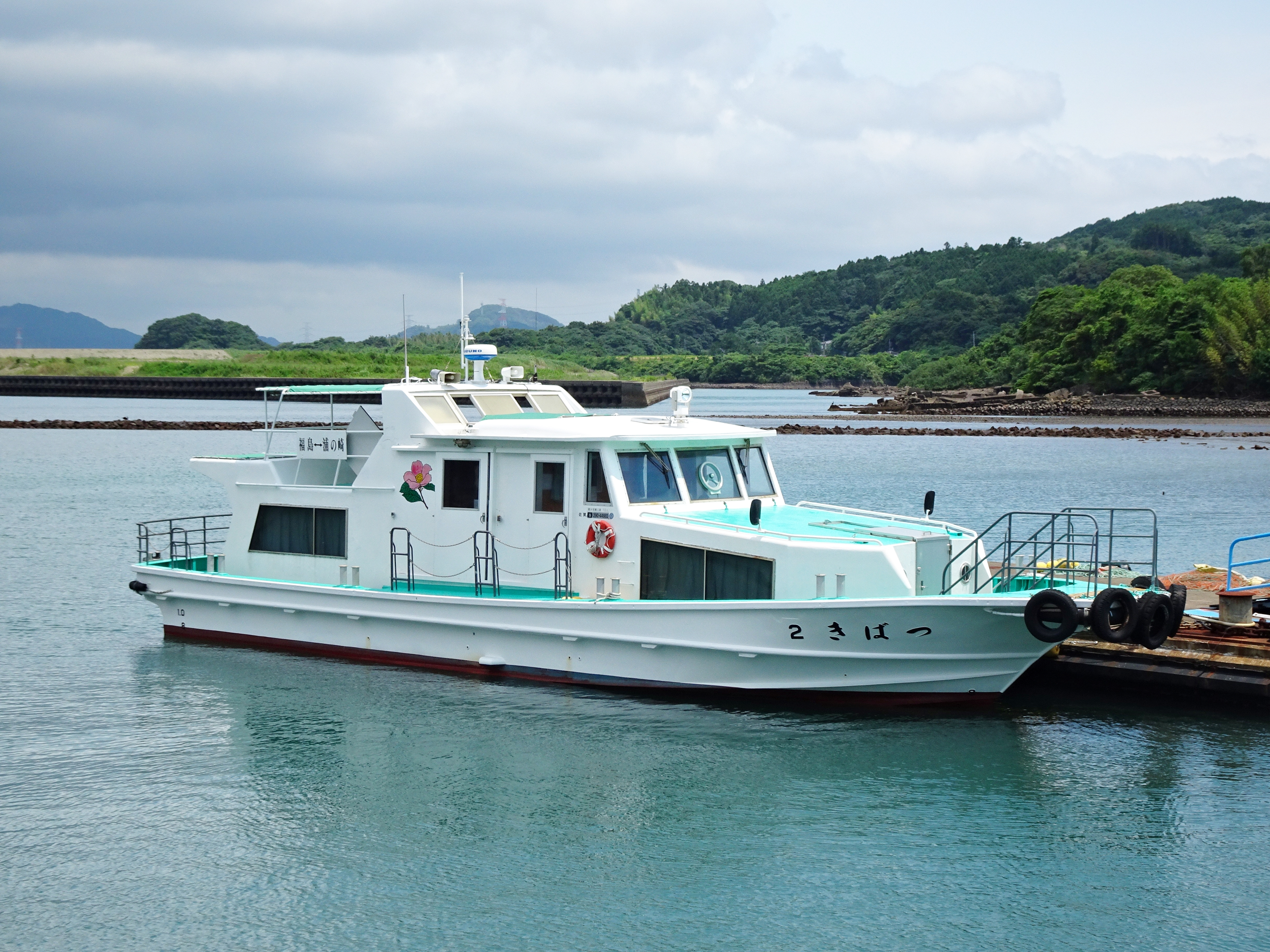
金子廻漕店所有の「つばき2」

## 隣の駅
松浦鉄道
■西九州線
浦ノ崎駅 - 福島口駅 - 今福駅